# Siobhan Davies
Siobhan Davies (Londres, 18 de septiembre de 1950 en Londres, y a menudo llamada Sue Davies, fue una bailarina que durante la década de 1970 trabajó en la London Contemporary Dance Theatre, luego pasa a convertirse en una de las más destacadas coreógrafas antes de fundar en 1988 su propia compañía — la Siobhan Davies Dance Company.
Sus obras White Man Sleeps y Wyoming han sido incluidas en el programa de Educación de Danzas del Reino Unido para niveles avanzados.
Su obra Bird Song es utilizada como parte del programa de estudios de Danzas la GCSE (2008–2010).